# Neoscona parambikulamensis
Neoscona parambikulamensis är en spindelart som beskrevs av Patel 2003. Neoscona parambikulamensis ingår i släktet Neoscona och familjen hjulspindlar. Inga underarter finns listade i Catalogue of Life.